# Kontinentális zárlat
A kontinentális zárlatot Napóleon császár rendelte el a kontinentális Európa körül.
A brit kereskedelemnek az európai kontinensről való kizárása, melyet Napóleon rendelt el 1806-os berlini dekrétumával, válaszul a britek részéről Franciaország egész északi tengerpartjára kimondott blokádra. Napóleon dekrétuma eltiltotta az angol hajóknak vagy a brit kikötőkből jövő semleges hajóknak a kikötését Franciaország és a szövetséges államok (Hollandia, Spanyolország, Nápoly, Etruria) kikötőiben; szabad zsákmánnyá nyilvánított minden, a kontinensre érkező megtalált, lefoglalt brit eredetű árut.
Poroszország, Dánia, Svédország is kénytelenek voltak csatlakozni és kimondani a blokádot az angol árukra, bár nagy veszteségeket szenvedtek ezzel. Az Orosz Birodalom is kimondta a zárlatot, de nagyon lanyhán kezelte és éppen ez volt egyik fő oka az 1812-es hadjáratnak, amely Napóleon hatalmának összeomlásával végződött.
1814-ben egyik állam a másik után oldotta fel a zárlatot. A kontinentális zárlat hasznos eredménye volt az új iparágak kifejlődése, főleg a gyarmati nádcukor pótlására kialakuló répacukor-feldolgozó ipar kialakulása és fellendülése Franciaországban és a kontinens többi országaiban.